# Nancy Lonsdorf
Nancy Lonsdorf är en amerikansk författare och läkare verksam inom hälsosystemet Maharishi Ayurveda.

## Utbildning
Lonsdorf fick sin läkarexamen från Johns Hopkins School of Medicine. Hon har vidareutbildat sig inom psykiatri vid Stanford University.

## Yrkeskarriär
Lonsdorf undervisar inom Ayurveda och kvinnors hälsa. Enligt en artikel i Chicago Tribune är Lonsdorf ”en av USA:s mest framstående ayurvediska läkare”. Hon har föreläst på många medicinska utbildningsanstalter inklusive Columbia University College of Physicians and Surgeons, Georgetown University Medical Center,  Johns Hopkins School of Medicine, George Washington University School of Medicine, Howard University och Uniformed Services University of the Health Sciences.
Under åren 1987-2000 var Lonsdorf medicinsk ledare för Maharishi Ayurveda Medical Center i Washington, D.C. År 2000 blev hon medicinsk ledare för det ayurvediska hälsocentret The Raj i Maharishi Vedic City, Iowa, och innehade denna tjänst till 2005.
Lonsdorf är också adjungerad föreläsare vid Maharishi University of Management inom kandidatprogrammet i integrativ medicin. Lonsdorf har verkat som redaktör för tidskriften Natural Solutions (tidigare kallad Alternative Medicine). Hon är medlem i det vetenskapliga rådet för RateADrug.com. År 2011 erhöll hon the "Atreya Award for Excellence in Ayurvedic Practice" från the Association of Ayurvedic Professionals of North America, (AAPNA).

Enligt webbtjänsten “Ask the Doctors” har Lonsdorf behandlat mer än 10 000 patienter med ayurvediska metoder sedan 1986. Lonsdorf undervisar också i Maharishi Ayurveda för läkare vid Scripps Center for Integrative Medicine in La Jolla, California.